# Copa Roca
A Copa Roca vagy Roca kupa egy labdarúgókupa volt Argentína és Brazília válogatottjai között. 1914 és 1976 között 11 alkalommal került megrendezésre.

## Kupadöntők
| Év      | Győztes              | Második   | Eredmény        | Helyszín                    |
| ------- | -------------------- | --------- | --------------- | --------------------------- |
| 1914    | Brazília             | Argentína | 1–0             | Buenos Aires                |
| 1922    | Brazília             | Argentína | 2–1             | São Paulo                   |
| 1923    | Argentína            | Brazília  | 2–1             | Buenos Aires                |
| 1939–40 | Argentína            | Brazília  | 5–1 2–3 2–2 3–0 | Rio de Janeiro São Paulo    |
| 1940    | Argentína            | Brazília  | 6–1 2–3 5–1     | Buenos Aires                |
| 1945    | Brazília             | Argentína | 3–4 6–2 3–1     | São Paulo Rio de Janeiro    |
| 1957    | Brazília             | Argentína | 1–2 2–0         | Rio de Janeiro São Paulo    |
| 1960    | Brazília             | Argentína | 2–4 4–1 h.u.    | Buenos Aires                |
| 1963    | Brazília             | Argentína | 2–3 5–2 h.u.    | São Paulo Rio de Janeiro    |
| 1971    | Argentína & Brazília |           | 1–1 2–2         | Buenos Aires                |
| 1976    | Brazília             | Argentína | 2–1 2–0         | Buenos Aires Rio de Janeiro |

*H.u. – Hosszabbítás után

### Győzelmek száma
| Csapat    | Győzelmek | Győztes évek                                   |
| --------- | --------- | ---------------------------------------------- |
| Brazília  | 8         | 1914, 1922, 1945, 1957, 1960, 1963, 1971, 1976 |
| Argentína | 4         | 1923, 1939–40, 1940, 1971                      |